# Antična Šparta
Antična Šparta (dorsko Σπάρτα, Spárta, atiško Σπάρτη, Spárti, starogrško Λακεδαιμονία/Λακεδαίμων, Lakedaimonía/Lakedaímōn - Lakedamonija/Lakedajmon) je bila mestna država v Antični Grčiji na jugovzhodnem delu Peloponeza v dolini reke Evrotas v Lakoniji. Antična Šparta je bila znana po svoji vojaški moči, ljudski disciplini, militaristični družbi in sužnjih.  Sledi je pustila tudi v mitu o trojanski Heleni. Dolgo časa je veljala za najmočnejšo vojaško silo v antični Grčiji, zahvaljujoč agogi, sistemu zakonov, ki so iz državljanov naredili vrhunske vojake. Čeprav je bilo območje antične Šparte naseljeno v obdobju mikenske prevlade, se njena zgodovina začne po priselitvi Dorcev na Peloponez v temni dobi in se konča po rimski osvojitvi Šparte.
Antična Šparta je začela rasti v mogočno vojaško silo v 7. st. pr. n. št. Zahvaljujoč svojemu vojaškega ugledu je bila Šparta priznana kot voditeljica kombinirane grške vojske v grško-perzijskih vojnah v začetku 5. st. pr. n. št. Med letoma 431 in 404 pr. n. št. je bila glavna sovražnica Aten v peloponeški vojni, ki jo je na koncu dobila, čeprav z velikimi žrtvami, in nato postala vodilna država v helenskem svetu.
Po porazu, ki ga je doživela s Tebami v bitki pri Levktri leta 371 pr. n. št., je Šparta začela  padati v globoko krizo, ki je bila v glavnem demografska in gospodarska. V drugi polovici 4. st. pr. n. št. in prvi polovici 3. st. pr. n. št. je Šparta zadržala politično neodvisnost, a izgubila svoje pomembno mesto v grški politiki. V drugi polovici 3. st. pr. n. št. je ponovno, a za malo časa spet postala pomemben političen dejavnik v antični Grčiji. Po letu 195 pr. n. št. pa je bila Šparta popolnoma pod nadzorom Rima in Ahajske zveze ter končno izgubila svojo politično neodvisnost. Med rimsko zasedbo Grčije je Šparta zadržala neko stopnjo avtonomije.
S sistemom zakonov, ki so bili sprejeti pod imenom velika retra, je Šparta zrasla v mogočno vojaško silo. Njeni prebivalci so bili razvrščeni kot spartiati (špartanski državljani, ki uživajo vse pravice), motaki (nešpartanski svobodni možje, vzgojeni kot Špartanci), periojki (svobodnjaki) in heloti (tlačani v državni lasti, zasužnjeni nešpartanski lokalni prebivalci). Spartiati so imeli strogo agogo, posebno usposabljanje in izobraževanje, zato so bile špartanske falange med najboljšimi v bitkah. Špartanske ženske so imele bistveno več pravic in enakopravnosti kot drugje v klasičnem svetu in zasedale precej visoke položaje v špartanski družbi. Šparta je bila zaradi svoje izključno vojaške narave zaprta za vplive iz drugih držav in drugih narodov, ni sprejemala tujih idej. Ustvarila je svojo zaprto in posebno kulturo, ki v primerjavi z drugimi helenskimi mesti ni imela velikih umetniških del. V sodobnem svetu imajo antično Šparto za najznačilnejši primer militaristične države, katere glavni cilj in smisel obstoja je bil ustvarjanje zdravih in močnih vojakov. Špartanski način življenja in kultura še danes uživata veliko spoštovanje v zahodnem svetu, kar je znano kot lakonizem ali lakonofilija.

## Geografski položaj
Po zgodovinarju Tukididu je špartanska država v 5. st. pr. n. št. obsegala okoli dve petini skupne površine Peloponeza ali 8400 km². Bila je približno trikrat večja od atenske države. Teritorialno se je delila na dve glavni upravni enoti: Lakonijo na jugovzhodu Peloponeza in Mesenijo zahodno od Lakonije. Lakonija je bila z juga, jugozahoda in vzhoda obkrožena z morjem, na zahodu je gorska veriga Tajget (2407 m), na vzhodu Parnon (1935 m). Tajget se konča na jugu na rtu Tenaron, Parnon na rtu Maleja. Špartanske meje proti severu so se menjavale. Okoli 545 pr. n. št. je Šparta zavzela plodno ravnino Kinurijo, ki jo je po grški mitologiji prvi koloniziral Kinur, sin Perzeja iz Argosa. Od tedaj so se meje Šparte na severu razprostirale od antične Tireje na obali Egejskega morja do južnega dela partenijskih gora in zaokrožile dolino reke Evrotas. Te naravne ovire so antično Šparto naredile nedostopno pred napadalci. Značilno je, da Šparta večji del svoje zgodovine ni imela obzidij, prav zaradi topografije, ki je zagotavljala varnost. 
Mesenija, ki je bila osvojena v mesenijskih vojnah, je imela na severu naravno mejo reko Nedas in arkadske gore, na vzhodu gorsko verigo Tajget, na jugu Mesenijski zaliv in na zahodu Jonsko morje. V Meseniji so bile visoke gore, kot sta Kipari in Itoma. Sredi Mesenije je bila zelo plodna dolina z reko Pamis.
Lakonsko državo so na začetku sestavljala štiri naselja: Kinosura, Limni, Mesoji in Pitani. Peto naselje, Amikle, je bilo nekoliko južneje od teh štirih in pripojeno Šparti neznano kdaj,  čeprav se pogosto kot peto naselje omenja Dimni in ne Amikle. [a]
| Območje špartanske države (950–337 pr. n. št.)                                                                             | Površina v km² |
| --- | -------------- |
| prva štiri naselja, okoli 950 pr. n. št.                                                                                   | 200–300        |
| Pelana, Selasija, Egitis med 950 in 800 pr. n. št.                                                                         | 700            |
| Amikle, Derontres, Dentelijatis do 760 pr. n. št.                                                                          | 1200           |
| Eleja, rt Tenara, do okoli 750 pr. n. št.                                                                                  | 2.500          |
| Steniklar (država mesenskih Dorcev) do 715 pr. n. št.                                                                      | 3000           |
| Makarija, Kiparisija, Palija, rt Akrita, Skiritis do okoli 570 pr. n. št.                                                  | 5500           |
| rt Maleja, Kitera, Prasijatis, Tireatis do 547 pr. n. št.                                                                  | 8400           |
| Država Lakedemonska, 371 pr. n. št.                                                                                        | 8400           |
| po izgubi Steniklare, Makarije, Turije, Fare, Avije, Skirite, Egite, Dentelijatide, Pelane in Selasije leta 369 pr. n. št. | 6000           |
| ponovno zavzetje Pelane in Selasije okoli 366/365 pr. n. št.                                                               | 6200           |
| izguba Kiparisije in Palije, 365 pr. n. št.                                                                                | 5200           |
| izguba Asine, Metone, Kardamalije, Tireatide, južne Kinurije leta 338/7 pr. n. št.                                         | 3200           |

Čeprav naj bi bila antična Šparta mestna država v antični Grčiji, so še v antični dobi temu nasprotovali. Atenski govornik Izokrat je Šparto imenoval velik vojaški tabor. Po mnenju sodobnih raziskovalcev to ni daleč od resnice. Antična Šparta se je bistveno razlikovala po geografskem in družbenem položaju od drugih grških polisov. Ker je obvladovala velik del Peloponeza, je imela pod nadzorom veliko mest, vasi in manjših naselij. Velikost špartanske države je bolj spominjala na Makedonijo in Tesalijo ter njuno družbeno ureditev kot na druge  polise. Okoli leta 500 pr. n. št. naj bi znotraj meja špartanske države živelo več kot 300.000 prebivalcev vseh družbenih slojev.

## Mitologija antične Šparte

### Ime in legenda
Najzgodnejši potrjen izraz se nanaša na Lakedajmon v mikenski grščini ra-ke-da-mi-ni-jo, Lakedajmonian, napisan v linearni zlogovni pisavi B, v grški abecedi Λακεδαιμόνιος, Lakedaimonios (latinsko: Lacedaemonius).  Beseda Lakedaimon (Λακεδαίμων) je bila včasih uporabljena kot pridevnik in je pogosto uporabljena v delih Homerja in atenskih zgodovinarjev Herodota in Tukidida.
Starogrški potopisec Pavzanij je dal bogate informacije o grški mitologiji in imenih, povezanih z antično Šparto. Po špartanski tradiciji je bil prvi kralj Šparte (ki se tedaj ni tako imenovala) Leleg. Po njem so se prebivalci imenovali Lelegi. Leleg je imel dva sinova Miliasa in Polikaona. Drugi sin, Polikaon, se je poročil s hčerjo argejskega kralja Triopsa, z lepo Meseno. Ko je ugotovila, da kot drugi mož po vrsti ne more naslediti prestola, mu je svetovala, da zapustita državo. Ko sta prišla čez goro na zahodu, sta naletela na plodno ravnino. Tam sta zgradila mesto Mesena. Polikaon je postal kralj tega mesta. 
V Šparti je Malias nasledil Lelega, njega pa Evrot. Evrot je bil moder kralj, ki je izvedel velik podvig. V dolini Šparte je reka stalno poplavljala in ustvarila jezero. Evrot je zgradil kanal in tako preprečil nastajanje jezera. Reka je dobila ime po mitološkem kralju Evrotas. Ni imel moških potomcev, samo hčer z imenom Šparta. Za naslednika je določil njenega zaročenca Lakedajmona, ki je dal ime državi, glavno mesto pa je imenoval po svoji ženi Šparta. Gorovje, ki je delilo državo od Mesenije, je imenoval po mami, nimfi Tajgeti. Njegov sin Amikl je po mitu osnoval mesto v bližini Šparte in mu dal ime Amikle.
Potomci teh mitoloških likov so tudi junaki trojanskega ciklusa: trojanska Helena, Klitajmnestra, Dioskura in Penelopa.

### Šparta v trojanskem ciklusu
Šparta se omenja v epih trojanskega ciklusa tudi pod imenom Lakedemonija, ki označuje kraljevino mitološkega kralja Šparte Menelaja in njegove žene Helene. V Homerjevih epih je rečeno, da je imel špartanski kralj Tindarej hčer, prelepo Heleno, ki po mitologiji ni bila njegova hči, ampak hči Zevsa in njegove žene Lede. Ko se je Tindarej odločil poročiti svoji hčeri, Klitajmnestro in Heleno, so se v Šparti zbrali mladi plemiči in prestolonasledniki iz vse Grčije. Helena se je poročila z Menelajem, Klitajmnestra z Agamemnonom, oba sta bila sinova mikenskega kralja Atreja. Menelaj je po smrti Tindareja postal kralj Šparte. V Homerjevih epih piše, da je Paris, sin trojanskega kralja Priama, ugrabil Heleno, kar je bilo po mitologiji povod za vojno Ahajcev proti Troji. Po uničenju Troje sta se Menelaj in Helena po mnogih pustolovščinah vrnila v Šparto. Njuna hči Hermiona se je poročila z bratrancem Orestom, ko je zavladal v Argosu. Izraza Šparta in Lakedemonija se v Homerjevih epih uporabljata za Menelajev dvorec in ne za ozemlje. Homer je v Odiseji geografski položaj Menelajeve Šparte opredelil povsem drugače.

## Prazgodovina
Najverodostojnejši arheološki podatki o prazgodovinski Šparti so odkritja iz sredine 6. tisočletja pr. n. št. V lakonski regiji so jih našli na hribu Kufovun, v jami Alepotrip na vzhodni obali Mesenijskega zaliva ter tudi v mestu Apidija na zahodnem delu gorske verige Parnon. V bližini jame  je bil najden srebrn nakit, ki kaže precejšnje bogastvo. Čeprav so arheološki dokazi o Lakoniji iz kamene in bronaste dobe (srebrn nakit, veliko  keramike), ni nič znano o pravi naravi prazgodovinske Šparte in Lakonije. 

### Mikenska Šparta
O Šparti v obdobju mikenske prevlade v Grčiji ni verodostojnih zgodovinskih podatkov. Dostopno je le ljudsko izročilo V pozni bronasti dobi je bila Lakonija gotovo del mikenskega kraljestva. V Lakoniji so v mestu Vafio našli mikenske grobove iz 15. st. pr. n. št. Mikensko kraljestvo je propadlo neposredno pred dorskim vdorom na Peloponez v 12. in 11. st. pr. n. št. Pravi razlog propada mikenske Šparte in drugih mikenskih mest ni znan. Bilo je splošno znano, da je bil kriv dorski vdor, vendar so znanstvena odkritja pokazala, da je mikenska civilizacija doživela velik zlom še pred prihodom Dorcev v 12. st. pr. n. št.  Glavna teorija izginotja mikenske civilizacije je zasnovana na napadih neznanih morskih ljudstev, ki so se pojavila in skrivnostno izginila iz zgodovine v 12. in 11. st. pr. n. št. Arheološki podatki o mikenski Šparti kažejo na obstoj dvorcev in naselij iz mikenske dobe v mestu Pelena severno od Šparte. Pelena naj bi bila glavno mesto preddorske Lakonije. V Šparti so prav tako odkrili ostanke velike zgradbe iz 12. in 11. st. pr. n. št., imenovane Menelajon po mitološkem kralju Menelaju. 

## Zgodovina antične Šparte

### Temna doba
Zgodovina antične Šparte je neposredno povezana z dorskim vpadom na Peloponez v 12. in 11. st. pr. n. št. (po arheoloških podatkih je bila dorska selitev pozneje). Ni verodostojnih podatkov o njeni zgodnji zgodovini. Splošno je znano, da je grško pleme Dorcev prišlo iz Doride v osrednji Grčiji in se naselilo v dolini reke Evrotas. Izokrat piše, da skupno število Dorcev, ki so prišli v lakonsko dolino, ni presegalo 2000 ljudi. Na prostoru nekdanjega mikenskega naselja so Dorci ustanovili državo in zasužnjili lokalno prebivalstvo. V Lakoniji so bili razdeljeni na tri plemena: Pamfili, Hili in Dimanci. Ta tri plemena so zavzela pet vasi, ki so se združile v mesto Šparta.  Značilnosti Šparte v temnem obdobju antične Grčije niso znane, ni zanesljivih podatkov o tem zgodovinskem obdobju. Po Herodotu in Tukididu je Šparta v tem obdobju preživljala čas anarhije.[28] Ob koncu temnega obdobja in v začetku arhajske dobe v  8. st. pr. n. št. so bile najverjetneje izpeljane Likurgove reforme, ki so omogočile Šparti, da je postala mogočna vojaška sila. 

### Arhaična Šparta
Ob koncu 8. st. pr. n. št. je Šparta nadaljevala osvajanja. Leta 724 pr. n. št. je  po dolgotrajni vojni osvojila sosednjo Mesenijo in zasužnjila prebivalstvo. Leta 685 pr. n. št. so se Mesenci uprli in premagali špartansko vojsko. Špartanci so jih ponovno zasužnjili leta 668 pr. n. št. V 7. st. pr. n. št. je bil največji nasprotnik Šparte na Peloponezu mesto Argos pod oblastjo tirana Fidona. Argosu je uspelo premagati Šparto v bitki pri Heseji 669 pr. n. št. To je zadnji večji poraz špartanske vojske v naslednjih 300 letih. V 6. st. pr. n. št. je Šparta poskušala osvojiti mesto Tegej blizu svojih severnih meja. Po nekaj neuspehih je bilo sklenjeno dolgotrajno zavezništvo. Priključila so se mesta Mantineja, Orhomen, Elida in Flius. Tako je Šparta postavila zvezo, ki ji je pomagala povečati vpliv v Grčiji, znana v zgodovini kot Peloponeška zveza, imenovani tudi Lakedajmončani in njihovi zavezniki. Okoli 545 pr. n. št. je Šparti uspelo končno premagati Argos in osvojiti plodno Kinursko ravnino. Meje špartanske države so ostale nespremenjene vse do 371 pr. n. št. Leta 510 pr. n. št. je špartanska vojska prvič prekoračila Korintsko ožino in posredovala v Atiki. Hoteli so zrušiti atensko tiranijo in nato so podprli Ishagoro, ki je želel postati tiran. Špartanski kralj Kleomen I. se je znašel obkoljen na atenski akropoli in se je moral predati. Leta 506. pr. n. št. sta se spopadla kralja Kleomen I. in Demarat, ki sta v Elevzini, predmestju Aten, izdala nasprotujoča si navodila svojim vojakom. Ta dogodek je povzročil prekinitev vojne in sprejetje zakona, da lahko samo en kralj vodi špartansko vojsko v vojni. Leta 499 pr. n. št. so Jonci prosili za pomoč Šparto v uporu proti [[Perziji, a jih je kralj Kleomen I. zavrnil. Po petih letih, 494. pr. n. št., je ponovno izbruhnila vojna med Argosom in Šparto. Špartanci so zmagali, pobili okoli 6000 argejskih vojakov. Ob koncu 6. in začetku 5. st. pr. n. št. so imeli vpliv na ozemlju 20.000 km², na katerem je živelo med 800.000 in 900.000 ljudi. Šparta je bila med najmočnejšimi polisi v Grčiji.

### Klasična Šparta
V drugi mesenijski vojni se je Šparta uveljavila kot lokalna oblast na Peloponezu in v preostalem delu Grčije. V naslednjih stoletjih je bil ugled Šparte kot vojaške sile brez konkurence.  Leta 480 pred našim štetjem je bila majhna vojska Špartancev pod vodstvom Tespijana in tebanskega kralja Leonida (približno 300 Špartancev, 700 Tespijancev in 400 Tebancev) legendarni zadnji branik v bitki pri Termopilah proti mogočni perzijski vojski. Povzročili so jim veliko smrtnih žrtev, preden so jih  končno premagali.  Dobro orožje, strategija in bronasti oklepi grških hoplitov in njihova falanga so se spet izkazali eno leto pozneje, ko je  Šparta vodila grško zavezniško vojsko proti Perzijcem v bitki pri Platajah.

Odločilna grška zmaga pri Platajah je končala grško-perzijske vojne skupaj s perzijsko željo po širitvi v Evropo. Čeprav je bila ta vojna zmaga vsegrške vojske, je Šparta, ki je poleg tega, da je bila vodilna sila pri Termopilah in Platajah, dejansko vodila celotno grško vojsko. 
V poznejših antičnih časih je imela Šparta skupaj z Atenami, Tebami glavno besedo pri medsebojnih spopadih s Perzijo. Posledica peloponeške vojne je bila, da je Šparta, ki je bila tradicionalno kopenska kultura, postala pomorska sila. Na vrhuncu svoje moči je Šparta umirila več ključnih grških držav in ji je celo uspelo premagati elitno atensko mornarico. Do konca 5. stoletja pred našim štetjem je bila država, ki je porazila atensko cesarstvo in napadla perzijske province v Anatoliji. To obdobje označuje špartansko hegemonijo.
Med korintskimi vojnami se je Šparta spoprijemala s koalicijo vodilnih grških držav: Tebe, Atene, Korint in Argos. Zavezništvo je sprva podpirala Perzija, katere ozemlja v Anatoliji so bila zasedena s Špartanci in se je bala nadaljnje špartanske širitve v Azijo.  Šparta je dosegla vrsto zmag, vendar je mnoge njene ladje v bitki pri Knidu uničila flota grško-feničanskih plačancev. Bitka je močno zmanjšala pomorsko moč Šparte, vendar se ni končala po njenih željah v Perziji, dokler atenski general Konon ni opustošil špartanske obale in izzval star špartanski strah pred uporom helotov. 
Po več letih bojev je bil leta 387 pred našim štetjem podpisan Antalkidasov mir, po katerem so vsa jonska grška mesta vrnili pod perzijski nadzor in azijska meja Perzije naj bi bila rešena špartanske grožnje. Učinki vojne so ponovno potrdili sposobnost Perzije, da uspešno posega v grško politiko in uveljavlja oslabljeni hegemonski položaj Šparte v grškem političnem sistemu.  Začela se je dolga pot upadanja Šparte po hudem vojaškem porazu proti Epaminondasu v Tebah v bitki pri Levktri. To je bilo prvič, da je špartanska vojska izgubila bitko za ozemlje.
Kot je bilo mogoče špartansko državljanstvo podedovati po krvi, se je Šparta zdaj vse bolj spoprijemala s heloti, ki so preglasovali prvotne državljane. Skrb vzbujajoče upadanje špartanskih državljanov je komentiral Aristotel.

### Helenistična in rimska Šparta
Šparta si ni nikoli povsem opomogla zaradi izgub pri Levktri leta 371 pred našim štetjem in poznejših helotskih uporov, čeprav je lahko nadaljevala kot regionalna sila še več kot dve stoletji. Niti Filip II. Makedonski niti njegov sin Aleksander Veliki nista poskušala osvojiti Šparte.
Tudi med upadanjem Šparta ni nikoli pozabila svoje trditve, da je "zagovornica helenizma" in njenega lakonizma. Po anekdoti so se Špartanci odzvali z enotnim, jedrnatim odgovorom: "aἴκα – če", ko je Filip II. poslal sporočilo Šparti: "Če vstopim v Lakonijo, bom zrušil Šparto." 
Ko je Filip ustvaril Grško ligo pod pretvezo poenotenja Grčije proti Perziji, so se Špartanci odločili, da se ne pridružijo, saj niso imeli nobenega interesa za pridružitev vsegrškemu pohodu, razen če bi bilo pod špartanskim vodstvom. Tako je ob osvojitvi Perzije Aleksander Veliki poslal Atenam 300 oblek s perzijskimi oklepi s pripisom: Aleksander, sin Filipa in vseh Grkov, razen Špartancev, dajem darilo, sprejeto od tujcev, ki živijo v Aziji.
Med pohodi Aleksandra na vzhod je špartanski kralj Agis III. leta 333 pred našim štetjem poslal sile na Kreto, ker je nameraval osvojiti otok. Agis je pozneje prevzel poveljstvo zavezniških grških sil proti Makedoniji, doživel prve uspehe, še preden je začel oblegati Megalopolis 331 pred našim štetjem. Velika makedonska vojska pod generalom Antipaterjem je vkorakala na položaje in premagala špartanske sile v ostrem spopadu.  Več kot 5300 Špartancev in njihovih zaveznikov ter 3500 vojakov Antipaterja je bilo ubitih.  Agis, ki je bil ranjen, je ukazal svojim možem, naj ga pustijo in se spoprimejo z napredujočo makedonsko vojsko, da bi pridobili čas za umik. Umrl jim je na rokah.  Aleksander je bil usmiljen in je prisilil Špartance, da se pridružijo Korintski ligi, ki so jo pred tem zavrnili. 
Med punskimi vojnami je bila Šparta zaveznica Rimske republike. Špartanska politična neodvisnost se je obdržala do takrat, ko jo je koalicija drugih grških mestnih državic in Rima prisilila, da se je pridružila Ahajski zvezi po porazu v odločilni lakonijski vojni in po strmoglavljenju njihovega zadnjega kralja Nabisa. Leta 146 pr. n. št. je Grčijo osvojil rimski general Mumij. Po rimskih osvajanjih so Špartanci nadaljevali svoj način življenja in mesto je postalo turistično zanimivo za rimsko elito, ki je prihajala v spoštovanju občudovat eksotične špartanske običaje, zlasti Diamastigosis v templju Artemide Ortije v Limnah zunaj Šparte. Amfiteater je iz 3. stoletja n. št. Uporabljali so ga za opazovanje obrednega bičanja špartanskih mladeničev.

### Srednjeveška in sodobna Šparta
Po bizantinskih virih so v nekaterih delih lakonijske regije ostali pogani do 10. stoletja. Dorsko govoreče prebivalstvo danes živi v Tsakoniji. V srednjem veku se je politično in kulturno središče Lakonije preusmerilo na bližnje naselje Mistra, Šparta pa je izgubila celo lokalni pomen. Sodobna Šparta je bila ponovno ustanovljena leta 1834 z odlokom kralja Ota Grškega.

## Špartanska družba
Šparta je bila vojaška država. Že ob rojstvu so pustili živeti le krepkim otrokom (šibke so vrgli v prepad). Dečke od 8 do 20 let so urili v posebnih zavodih. Dobivali so le pičlo hrano, hodili bosi in goli, saj so imeli samo ogrinjalo, ki so ga nosili poleti in pozimi namesto obleke, ponoči pa so ga uporabljali za odejo. Pogosto so jih tudi tepli, a so morali vse to prenašati molče. Špartanski vojaki so se bojevali tesno skupaj in s ščitom branili svojega soseda. Ker so živeli ves čas skupaj, so bili pogosto veliki prijatelji in včasih tudi ljubimci, zato so zvesto branili drug drugega. Imeli so dolge lase, ki so bili znak poguma.

### Politična ureditev
Šparta se je razlikovala od drugih grških polisov ravno po tem, da je obdržala kralje po arhaični dobi vse do 3. stoletja pr. n. št., ko so polis vključili v Ahajsko zvezo. Celo več, medtem ko so drugi polisi v stari dobi imeli po enega kralja, je Šparta imela ves čas dva. Po tradiciji je bil en kralj iz rodbine Agaidov, drugi pa iz rodbine Evripontidov. Svoj izvor sta navajali po enem od dvojčkov, po Evristeju ali Proklesu, ki sta bila Heraklejeva potomca. Dve generaciji po trojanski vojni sta namreč zavzela Šparto. Zgodba se ujema s propadom mikenske kulture in prihodom Dorcev na Peloponez. V Šparti so sestavljali spisek kraljev od vsega začetka, čeprav danes za obdobje pred 6. stoletjem pr. n. št. nimamo zanesljivih dokazov o kraljih. Dva kralja so v Šparti uvedli zato, ker je bila ob koncu arhaične dobe zaradi širjenja v Mesenijo stalno v vojni. Če je en kralj padel, je drugi še vedno lahko vladal in preprečil slabljenje države. Tako je namreč svetovalo Delfsko preročišče, ko ni bilo jasno, kateri od dvojčkov naj bi zavladal mestu. Znano je tudi, da sta si bili obe kraljevi rodbini stalno v laseh, kar pa Špartancev ni obremenjevalo.
Kralja sama pa nista imela veliko pristojnosti. Stalno ju je nadzorovalo pet eforijev (ἔϕορος), ki so bili izvoljeni vsako leto. Ocenjevali so njuno vladanje in od njiju zahtevali pokornost. Državljani, starejši od 30 let, so bili lahko izvoljeni le enkrat v življenju. Eforiji so bili vrhovni sodniki, preganjali so nezaželene tujce, imeli so pravico do kaznovanja in nadzorovanja kraljev, napovedovali so vojne in sklepali mir. Da so lahko nekaznovano pobijali helote, so jim vsako leto napovedali vojno. Od 5. stol. pr. n. št. so bili najpomembnejša politična sila v državi. Vsakih osem let so celo vprašali preročišče, ali kralja še uživata naklonjenost bogov. V resnici sta kralja morala voditi samo še verske zadeve in vojaške pohode. Prva sta morala na pohod in se zadnja vrniti. S seboj sta lahko vzela živino, kolikor sta je hotela. Pri žrtvovanju sta prejela dvojno količino mesa in kožo zaklane živali. Vsako polno luno in sedem dni za tem sta na državne stroške v Apolonovem templju prejela žrtveno žival, ječmenovo kašo in vino. Na raznih prireditvah sta imela vedno častno mesto. Več privilegijev kralja nista imela, pravzaprav sta morala biti someščanom zgled poguma, skromnosti in kreposti.
Čeprav je danes najbolj znan špartanski kralj Leonid I., ki se je s 300 Špartanci žrtvoval za domovino, je tretji veliki grški zgodovinar Ksenofont imel najbolj v čislih kralja Agezilaja. Njegove dosežke opisuje v grški zgodovini, njemu na čast pa je napisal celo hvalnico.
Geruzijo (svet starešin) so sestavljali kralja in 28 članov (gerontov), starih nad 60 let in izvoljenih dosmrtno. Geruzija je pripravljala zakone za ljudski zbor – apelo.
Člani apele (zbora) so bili vsi moški Špartanci, stari nad 30 let. O predlogih niso smeli razpravljati, zato je apela z vzklikanjem potrjevala ali zavračala zakonske predloge geruzije. Lahko je razglasila vojno in določila kralja, ki je vodil vojsko. Med člani apele so izvolili člane geruzije in eforje.

### Špartanska šola in vzgoja
Namen šolanja otrok v militaristični Šparti klasične dobe je bil vzgojiti poslušnega in učinkovitega vojaka. Vrline, kot so samoodpovedovanje, preprostost in poslušnost zakonu ali oblasti, so jim pomenile vse. Šparta je taka postala sicer šele po neprestanih vojnah z Mesenci, kljub vsemu pa so tak ustroj države pripisovali na pol mitološkemu kralju Likurgu.
Špartanski deček ali deklica sta morala imeti popolno telo. Že ob rojstvu so dojenčke s pomanjkljivostmi vrgli s pečine ali pa jih dali v vzgojo helotom. Zdrave so pustili materam. Deček je šel zdoma v šolo s 6 ali 7 leti. Pridružil se je skupini, ki je že od začetka morala delovati kot vojaška enota. Do 18. leta so živeli v lopah v bratovščinah, se učili spretnosti za preživetje in vojaških spretnosti. Stalno so se urili bosi: tekli so, metali kopje in disk, skakali, plavali in lovili. Hrane so dobili premalo, če pa so jo kradli in bili pri tem zasačeni, so bili kaznovani. Nekaj malega so se učili tudi brati in pisati, vendar to ni bilo tako pomembno. Petja in plesa so se učili, če sta bila vključena v obrede pri vojaškem življenju. Samo fant, ki je ob koncu šolanja prestal test, je postal polnopravni državljan. Vsi drugi so postali periojki. V primerjavi z  drugimi grškimi mesti v Šparti niso učili deklet samo domačih opravil, ampak so se prav tako učile teči, skakati, metati kopje in disk in se boriti. Samo močna dekleta so po njihovem mnenju lahko rodila močne otroke.

## Pomembni antični Špartanci
- Agis I. – kralj
- Agis II. – kralj
- Agezilaj II. – kralj
- Kleomen I. – kralj
- Leonid I. (pribl. 520–480 pr. n. št.) – kralj, znan po svojih dejavnostih v bitki pri Termopilah
- Kleomen III. – kralj in reformator
- Lizander (5.–4. st. pr. n. št.) – general
- Likurg (10. st. pr. n št.) – zakonodajalec
- Hionis (7. st. pr. n. št.) – atlet
- Kiniska (4. st. pr. n št.) – princesa in atletinja
- Hilon – filozof
- Gorgo iz Šparte – kraljica in političarka
- Helena (mitologija) – kraljica Šparte
- Menelaj – kralj Šparte med trojansko vojno
- Ksantip iz Kartagine – špartanski plačanec, prva punska vojna
- Nabis – kralj